# Lyroppia delicata
Lyroppia delicata är en kvalsterart som beskrevs av Wang och Lu 1995. Lyroppia delicata ingår i släktet Lyroppia och familjen Lyroppiidae. Inga underarter finns listade i Catalogue of Life.